# Heinkel P.1069
O Heinkel P.1069 foi um projecto da Heinkel para conceber um avião de caça com motor turbojato.